# Katerína Stikoúdi
Katerina Stikoudi (greacă Κατερίνα Στικούδη, n. 16 aprilie 1985, Salonic, Grecia), este un fost model, grefier, interpret și ocazional om de televiziune, care a câștigat titlul "Miss Hellas" în 2005 la Miss Star Hellas pentru a reprezenta Grecia la concursul Miss World.

## Biografie
În afară de competițiile de frumusețe și modeling, Katerina a fost instructor de înot pentru copii și studentă la TEI Larissa din Larissa. A fost, de asemenea, prezentatoare de televiziune la numeroase spectacole grecești. Ea este, de asemenea, cântăreață care a lansat piesa "Mi". Mai mult, Stikoudi a fost înotătoarea lui PAOK timp de treisprezece ani.

## Discografie
- 2009: Τώρα / Tora (Feat. LAVA)
- 2010: Εμμονή / Emmoni (Feat. NEBMA)
- 2011: 6 Εκατομμύρια / 6 Ekatommyria
- 2011: Η Μουσική Μου / I Mousiki Mou
- 2012: Σενάριο / Senario
- 2012: Μη / Mi
- 2012: Απ' Την Αρχή / Ap' Tin Arxi
- 2012: Ο.Κ. (Δεν Τρέχει Τίποτα) / O.K. (Den Trexei Tipota)
- 2012: Σαν Να Μην Υπάρχω / San Na Min Yparxo
- 2013: Ψηλά Τακούνια / Psila Takounia
- 2013: Μίλια Μακριά / Milia Makria (Feat. Ablaze)
- 2013: Μ' Ένα Σου Φιλί / M' Ena Sou Fili
- 2014: Σ' Ένα Όνειρο / S' Ena Oneiro
- 2014: Η Γεύση Της Ζωής Μου / I Geysi Tis Zois Mou
- 2014: Τατουάζ / Tatouaz
- 2015: Cliche
- 2015: Συννεφιά / Synnefia
- 2015: Θα Σου Περάσει / Tha Sou Perasei (Feat. NEBMA)
- 2016: Voices
- 2016: I Like The Way
- 2016: Πιράνχας / Piranxas (Feat. TNS)
- 2018: "Intuited"